# Placido Martini
Placido Martini (Monte Compatri, 7 maggio 1879 – Roma, 24 marzo 1944) è stato un avvocato italiano, fucilato nell'eccidio delle Fosse Ardeatine,  decorato con medaglia d'oro al valor militare per la sua attività nella Resistenza.

## Biografia

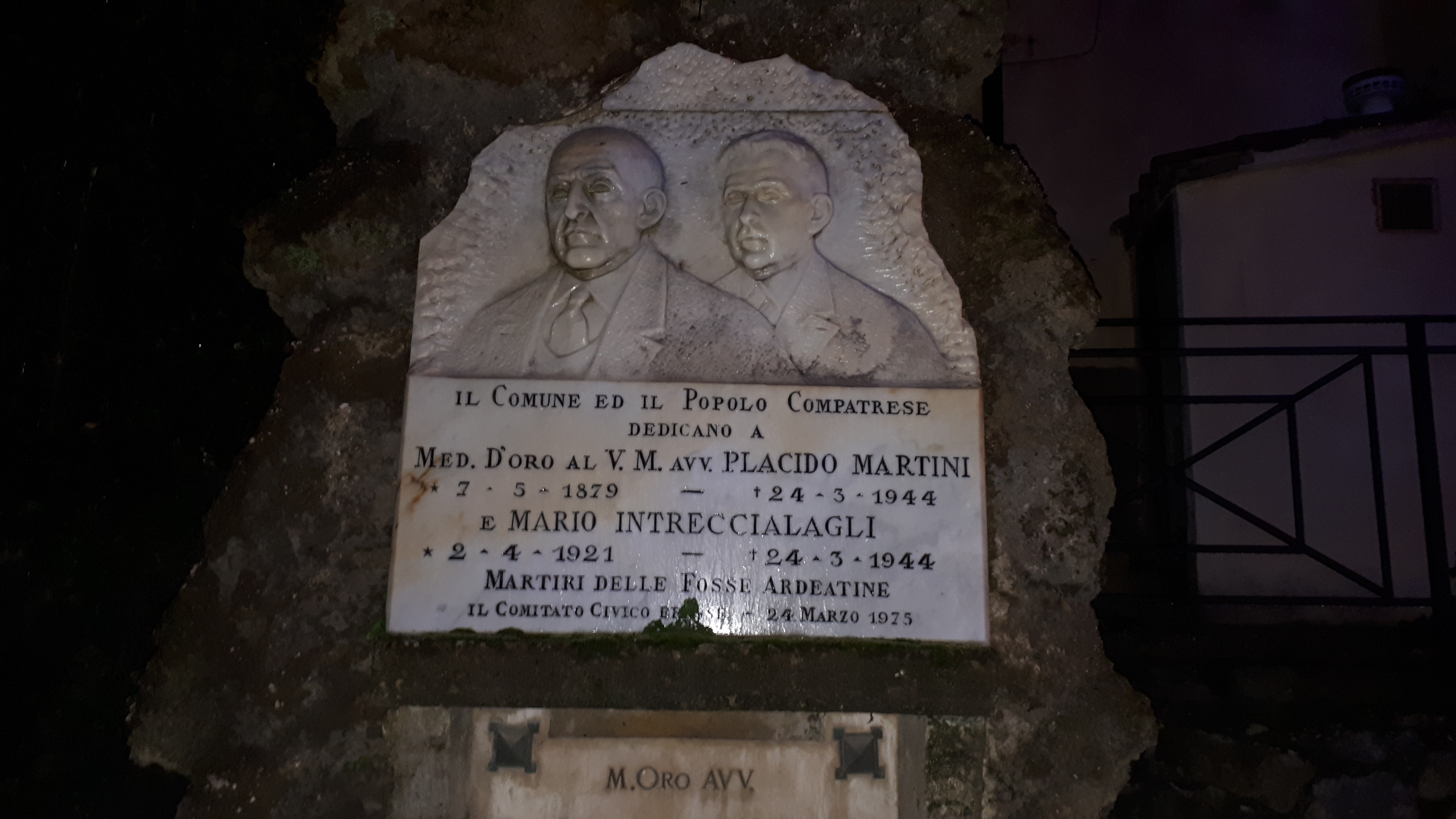
La stele a Placido Martini e Mario Intreccialagli a Monte Compatri

Nacque a Monte Compatri il 7 maggio 1879, fu garibaldino e volontario durante la prima guerra mondiale. Oppositore antifascista, fu personaggio molto attivo nella massoneria italiana dei primi anni del XX secolo. La data della sua iniziazione alla massoneria è sconosciuta, ma risulta comunque tra i fratelli della loggia romana "Roma" nel 1904. Successivamente fu eletto Maestro venerabile della loggia "Concordia" di Monte Compatri (comune del quale egli stesso fu sindaco), mantenendo la carica fino al 1925.
Scontò la sua avversione al regime con molti anni di confino dapprima a Ponza, poi a Manfredonia e a L'Aquila. Proprio durante gli anni del confino a Ponza, fondò con altri prigionieri (tra cui il Gran maestro Domizio Torrigiani) la loggia "Pisacane", venendone eletto Maestro venerabile.
Alla caduta del regime fascista fu fondatore dell'Unione Nazionale della Democrazia Italiana (UNDI). Militò attivamente nel Fronte clandestino della Resistenza romana, Brigata "Vespri", fino alla cattura finendo, per delazione, nelle mani delle SS. Fu torturato a più riprese nella prigione di Via Tasso, fino all'uccisione alle Fosse Ardeatine, avvenuta il 24 marzo 1944, in seguito all'attentato di via Rasella.
Il comune di Monte Compatri, a metà degli anni settanta, eresse una stele sotto il Palazzo Comunale in memoria sua e di Mario Intreccialagli, e gli dedicò una via. Anche la città di Roma lo ha onorato intitolandogli una via e una scuola elementare.